# Transaktionskostentheorie
Die Transaktionskostentheorie (oder Transaktionskostenansatz, TKA; englisch transaction cost theory) ist eine Organisationstheorie, die zur Neuen Institutionenökonomik gezählt wird und in welcher der Vertrag als Organisationsform im Mittelpunkt des Forschungsinteresses steht.
Mit der Transaktionskostentheorie möchte man erklären, warum bestimmte Transaktionen in bestimmten institutionellen Arrangements, also Organisationsformen des Tausches, mehr oder weniger effizient abgewickelt und organisiert werden.
Sie geht davon aus, dass jegliches Handeln in einer Marktwirtschaft mit Kosten verbunden ist.
In einem modellhaft angenommenen vollkommenen Markt gibt es definitionsgemäß keine Transaktionskosten.

## Grundbegriffe

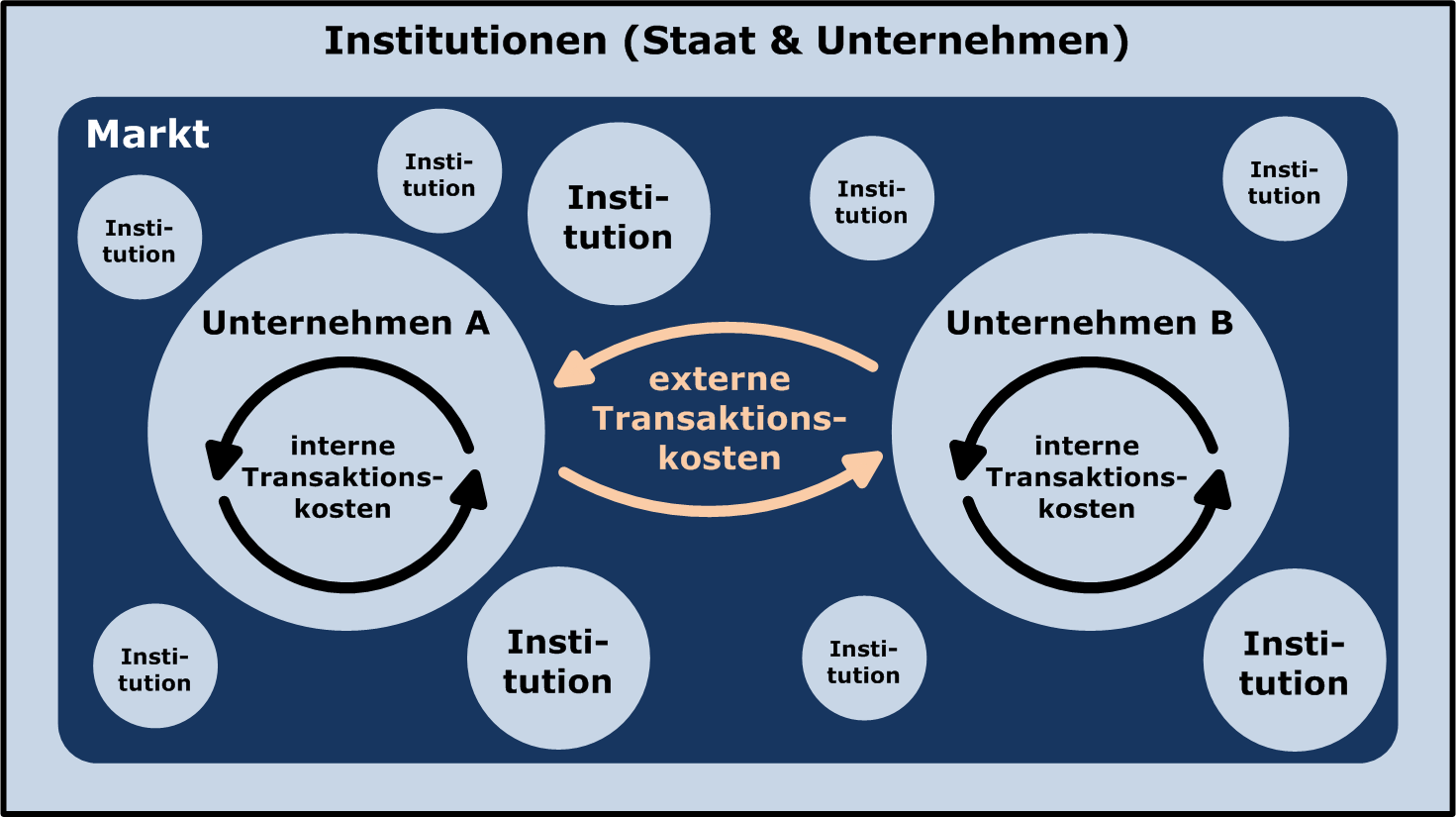
Das Modell zeigt Institutionen und den Markt als mögliche Organisationsform zur Abwicklung von Transaktionen. Die Gründung oder das Vergrößern eines Unternehmens (Anteilskäufe, Insourcing) ist immer dann wirtschaftlich, wenn die Transaktionskosten des Marktes höher sind als die internen Transaktionskosten. Sind die internen Transaktionskosten höher als die externen Transaktionskosten, dann erfolgt eine Verkleinerung (Anteilsverkäufe, Outsourcing) des Unternehmens.

Transaktionen sind die Grundeinheiten der Analyse in der Transaktionskostentheorie. Damit werden alle Übertragungen von Verfügungsrechten an Gütern und Dienstleistungen in Austauschbeziehungen zwischen mindestens zwei Vertragspartnern bezeichnet.
Als eine ökonomische Theorie ist die Effizienz der Transaktionen ein wichtiger Treiber. Gemeint ist hier der möglichst sparsame Einsatz von knappen Ressourcen.
Solche werden nicht nur bei Erstellung des Tauschgutes oder einer Dienstleistung verbraucht (Aufkommen von Produktionskosten), sondern auch für die Abwicklung und Organisation des Austauschs (Aufkommen von Transaktionskosten).
Williamson, nach dem Theoriegeber Coase der bedeutendste Vertreter des TKA, differenziert noch weiter zwischen ex-ante- und ex-post-Transaktionskosten. Ex-ante-Transaktionskosten wie etwa Informations-, Verhandlungs- und Vertragskosten sind Kosten, die vor Zustandekommen des Vertrags anfallen. Ex-post-Transaktionskosten sind Kosten für die Kontrolle, Durchsetzung und nachträgliche Vertragsanpassungen, die nach Vertragsabschluss und Leistungsaustausch anfallen können.
Transaktionen sind dann effizient, wenn die Akteure eine Organisationsform wählen, die in der Summe die geringsten Produktions- und Transaktionskosten aufweist.

## Verhaltensannahmen
Die Transaktionskostentheorie unterstellt den Vertragspartnern:
- Begrenzte Rationalität: Aufgrund von Beschränkungen hinsichtlich der eigenen Fähigkeiten, Zeit, des Wissens sowie der Verarbeitungskapazität von Informationen können die jeweiligen Akteure am Markt nur begrenzt rational handeln. Bei unsicheren zukünftigen Marktbedingungen hat dies Einfluss auf die Vertragsgestalten von Unternehmen, da nicht alle möglichen Bedingungen vertraglich festgelegt werden können.[2][3]
- Opportunismus: Die ökonomischen Akteure verfolgen, im Sinne der eigenen Nutzenmaximierung, prinzipiell ihre eigenen Interessen und greifen dabei auch zur Täuschung, wenn dem Vertragspartner Informationen fehlen, diese zu entdecken. Darunter fallen Verzögerungen durch den Zulieferer sowie ein von ihm getätigter minderer Aufwand zur Zielerreichung. Verzögerungen können für Hersteller besonders problematisch sein, wenn die Herstellung der eigenen Produkte durch voneinander abhängige Herstellungsprozesse zu einem klar bestimmten und nicht veränderbaren Zeitpunkt abhängig von den Komponenten des Zulieferers ist. Es kann zu opportunistischem Verhalten vor und auch nach dem Vertragsabschluss, z. B. in Form von Nachverhandlungen auf Basis von asymmetrischer Informationsverteilung und damit zu der Möglichkeit der Täuschung durch den Zulieferer, kommen. Je höher der Grad der Unsicherheit zukünftiger Marktbedingungen ist, desto schwieriger ist es, im Vertrag alle Bedingungen festzulegen, was zu einer Förderung möglichen opportunistischen Verhaltens führt.[4][5]
- Risikoneutralität: Im Rahmen der Transaktionskostentheorie wird zur Vereinfachung angenommen, dass die Beteiligten sich hinsichtlich des Risikos neutral verhalten und alle den gleichen Grad an Risikobereitschaft aufzeigen.[6]

Basierend auf diesen drei Verhaltensannahmen sollen Unternehmen ihre Prozesse der Klärung und Leistungsvereinbarung so gestalten, dass die Probleme, welche sich aus der Unsicherheit zukünftiger Marktbedingungen, der beschränkten Rationalität sowie eines möglichen opportunistischen Verhaltens der Geschäftspartner ergeben, minimiert werden.

## Transaktionscharakteristika
In der Transaktionskostentheorie beeinflussen drei Faktoren die Kosten:
- Transaktionsspezifische Investition (Faktorspezifität): Ist ein Vermögenswert, welcher zur Herstellung eines Produktes benötigt wird, spezifisch auf ein Unternehmen ausgerichtet und lässt sich nicht profitabel für andere Anwendungen einsetzen, dann spricht man von Faktorspezifität.[2]
 Weiter wird zwischen vier Arten der Faktorspezifität unterschieden:[5]

1. Standortspezifität: Diese kommt vor, wenn ein Unternehmen sich an einem Standort nahe dem Vertragspartner niederlässt, um die Transportzeit, Lagerhaltung und Produktionskosten zu senken und es diesen Standort nur schwer nutzen kann, um mit anderen Unternehmen geschäftliche Beziehungen einzugehen.
2. Physikalische Spezifität: Hier ist die Produktarchitektur der eigenen Komponenten oder aber auch die für den Herstellungsprozess genutzten Maschinen und Werkzeuge auf den jeweiligen Geschäftspartner ausgelegt und können nicht für Beziehungen mit anderen potenziellen Geschäftspartnern genutzt werden.
3. Humanspezifität: Das Wissen, die Fähigkeiten, Kommunikationskanäle und die Problemlösungsstrategien der Unternehmen sind spezifisch auf eine Geschäftsbeziehung zwischen Hersteller und Zulieferer ausgerichtet.
4. Zweckbestimmte Spezifität: Hierbei werden Investitionen in Einrichtungen getätigt, um die Anforderungen des jeweiligen Geschäftspartners zu erfüllen.

- Unsicherheit: Hier wird zwischen der parametrischen Unsicherheit, welche die Unsicherheit über zukünftige Umweltzustände, unter denen die vertraglich vereinbarten Leistungen getätigt werden und der Verhaltensunsicherheit über das mögliche opportunistische Verhalten des jeweiligen Partners unterschieden.[3] Beide Unsicherheitsfaktoren tragen dazu bei, dass die Transaktionskosten vor und nach der Vertragsvereinbarung steigen, da mehrere Umweltbedingungen und Verhaltensmuster vorausgeahnt und vereinbart werden müssen und es durch die begrenzte Rationalität meist zu späteren Anpassungen und Nachverhandlungen kommt.[5]
- Häufigkeit: Mit zunehmender Anzahl identischer oder ähnlicher Transaktionen zwischen den Beteiligten kann es zu einer Fixkostendegression, Lern-, Skalen- und Synergieeffekten kommen, welche die durchschnittlichen Produktions- wie auch Transaktionskosten senken. Dieser Effekt ist im Vergleich zu den ersten beiden Einflussgrößen jedoch eher von untergeordneter Bedeutung.[3]

## Merkmale institutioneller Arrangements
Williamson unterscheidet drei Arten von Vertragsbeziehungen, die institutionelle Organisationsformen begründen:
- klassische Verträge – Abwicklung von Transaktionen über den Markt: Als Beispiel hierfür kann ein normaler Kaufvertrag über ein einfaches Produkt herangezogen werden. Die Vertragsbedingungen sind vorab fix festgelegt, die Transaktion ist von kurzer Dauer und keiner der Partner rechnet mit nachträglichen Anpassungen des Vertrags.
- neoklassische Verträge – Abwicklung über langfristige Verträge: Hier handelt es sich um Transaktionen, bei denen die Vertragspartner nicht vorweg sämtliche Bedingungen in Verträgen festlegen können und deshalb mit Anpassungsbedarf rechnen. Dies erfolgt durch Sicherungs-, Anpassungs- und Garantieklauseln. Als Beispiele können Joint-Ventures oder Franchising genannt werden. Williamson nennt dieses institutionelle Arrangement die hybride Form.
- relationale Vertragsbeziehungen – Abwicklung in Organisationen: Diese Vertragsbeziehung beschreibt eine komplexe soziale Beziehung, die gemeinsame Entscheidungen der Transaktionspartner und abgestimmte Anpassungen und Entwicklung erfordern. Williamson nennt hier als Beispiel die Abwicklung von Transaktionen in Organisationen selbst, also Leistungserstellung im Unternehmen.

## Hauptaussage
Ein Güter- oder Leistungsaustausch, der geringe Unsicherheit aufweist und nicht mit transaktionsspezifischen Investitionen (Faktorspezifität) verbunden ist, wird über das institutionelle Arrangement Markt abgewickelt werden. Durch die Vielzahl der vorhandenen Konkurrenten wird opportunistisches Handeln des Vertragspartners eingeschränkt. Zusätzlich ist eine nachträgliche Vertragsanpassung mit geringen Kosten verbunden und kann auch von einem Vertragspartner autonom durchgesetzt werden, indem er sich zum Beispiel einen neuen Anbieter sucht.
Mit zunehmender Abhängigkeit der Vertragspartner durch hohe transaktionsspezifische Investitionen (Faktorspezifität), zum Beispiel in eine neue Fertigungsanlage, steigt der Anreiz der Vertragspartner, opportunistisch zu handeln, um sich somit die Quasi-Renten anzueignen.
Somit ist eine hybride Organisationsform die geeignetste Form, in der sich die Vertragspartner durch Vereinbarung von Informationspflichten oder Sanktionen bei Nicht-Vertragserfüllung vor opportunistischem Verhalten schützen und mögliche anfallende Nachverhandlungs- oder Anpassungskosten vorwegnehmen.
Eine organisationsinterne Leistungserstellung ist bei sehr großer Unsicherheit und großen transaktionsspezifischen Investitionen (Faktorspezifität) das kostengünstigste institutionelle Arrangement. Es können vorweg Transaktionskosten wie Informationsbeschaffung, Verhandlungs- und Vertragskosten eingespart werden; und auch spätere Anpassungen sind intern wesentlich leichter abzuwickeln. Durch ein eigenes Steuerungs- und Kontrollsystem in der Organisation kann opportunistisches Verhalten möglicherweise ganz ausgeschaltet werden.
Ziel ist die Wahl derjenigen Organisationsform, bei der die Transaktionskosten der Koordination (Information und Kommunikation) minimal sind und die größtmögliche Effizienz des Austausches und die Absicherung der Investitionen gewährleistet sind.
Der Erfolg der Transaktion hängt im Wesentlichen von der Neigung der Akteure zum Opportunismus ab. Je kleiner die Anzahl der Akteure, desto größer ist die Neigung zum Opportunismus (small numbers problem).

Markt vs. Hierarchie abhängig von der Spezifität

Die Grafik Markt vs. Hierarchie abhängig von der Spezifität zeigt die Zusammenhänge zwischen den möglichen institutionellen Arrangements und der Faktorspezifität. Hier werden interne Leistungserstellung, also die Form der relationalen Vertragsbeziehung, als Hierarchie betitelt und die hybride Organisationsform als Netzwerk. Danach sind Transaktionen mit hoher Spezifität besser in der Hierarchieform abzuwickeln, mit niedriger Spezifität hingegen über den Markt.
Die Einordnung der Unternehmensnetzwerke (eigenständige Organisationsform zwischen Markt und Hierarchie oder eine intermediäre Form) ist aber noch fraglich.

## Anwendungsbereiche
Das Problem einer Bestimmung der Transaktionskosten ist bisher nicht gelöst. Gleichwohl hilft die Theorie, einige grundsätzliche Erkenntnisse zur Vorteilhaftigkeit bei folgenden Entscheidungen zu formulieren:
- Make- or Buy-Entscheidungen: Die Transaktionskostentheorie ist oft im Zusammenhang mit der Entscheidung zwischen Eigen- oder Fremderstellung empirisch untersucht worden. Beispiele finden sich hier in der Automobilindustrie, wenn es um den Ankauf oder die Integration ganzer Unternehmungen geht, aber auch im öffentlichen Sektor (vgl. auch Markttest (Controlling)).
Je höher die Faktorspezifität und die Unsicherheit, desto wahrscheinlicher ist es, dass sich Unternehmen dazu entscheiden, die nötigen Produktkomponenten innerhalb der eigenen Unternehmensgrenzen zu beziehen, wenn die Komponenten untereinander Abhängigkeiten aufweisen. Wenn die Transaktion innerhalb der Grenzen eines Unternehmens getätigt wird, gibt dies den beteiligten Akteuren Anreize, eine effizientere Abwicklung durchzuführen. Gleichzeitig senkt dies die Wahrscheinlichkeit des möglichen opportunistischen Verhaltens der Akteure, da die Angestellten innerhalb der gleichen unternehmerischen Grenzen der gleichen Autorität unterliegen und vertragliche Vereinbarungen leichter durchzusetzen sowie Verstöße gegen diese leichter zu ahnden sind. Auch lassen sich Unstimmigkeiten zwischen den Beteiligten durch die innerhalb eines Unternehmens existierende Autorität effizienter lösen.[4] Bei modularen Produkten sinkt die Möglichkeit opportunistischen Verhaltens von Seiten der Zulieferer, da diese vom herstellenden Unternehmen leichter ausgetauscht werden können. Damit reduziert sich die Anfälligkeit der Hersteller auf Verzögerungen durch die Zulieferer.[8]
- Internationalisierungsstrategien multinationaler Unternehmungen: Hierbei wurde vor allem die institutionelle Gestaltung von internationalen strategischen Allianzen untersucht, wie zum Beispiel Joint-Ventures.
- Gestaltung von Beschäftigungsverhältnissen: Gemeint sind hier Untersuchungen von Arbeitsverträgen, Mitbestimmungsrechten und Kündigungsschutz im Blickwinkel der Transaktionskostentheorie.

## Soziale Kontrollmechanismen
Ausgehend von der ursprünglichen Opportunismusannahme als „worst case“ sind in der Weiterentwicklung der Theorie die existierenden Sozialen Kontrollmechanismen im Institutionellen Arrangement (Markt) für die Ausprägung der Transaktionskosten bedeutsam. Im Einzelnen werden die folgenden unterschieden.

### Vertrauen
- Effizienzsteigerndes Mittel
- Senkung der Kontrollkosten
- Verkürzung der Verhandlungsdauer
- Vertrauen als Risikoverständnis

In den Spielräumen entstehen sowohl Chancen als auch Gefahren der Kooperation. Eine faire Ausfüllung von Spielräumen stellt eine wesentliche Bedingung der Kooperation dar.
→ Vertrauen wird im TKA nicht thematisiert! Opportunismus ist die Verhaltensannahme.

### Kultur
Gemeinsamkeiten in Präferenzen, Werten, Zielen und Kompetenzen minimieren Koordinationskosten. Dies erleichtert gegenseitige Abstimmung und Lernen.
Die Effizienzaspekte dominieren.
Bei längerfristigen Beziehungen allerdings kann es in sehr einheitlichen Kulturen zu höheren transaktions-spezifischen Investitionen kommen, die Abhängigkeiten erhöhen und es erlauben, die Schwächeren auszunutzen und sich opportunistisch zu verhalten. Dadurch entstehen Koordinationskosten, die die Effizienzvorteile untergraben.

### Reputation
Reputation lässt sich als spezifisches Kapital deuten, das es zu verteidigen gilt, je mehr Möglichkeiten zum Opportunismus bestehen. Gute Reputation senkt den Anreiz zum opportunistischen Verhalten. Dadurch verringern sich sowohl Informations- und Verhandlungskosten als auch Suchkosten.

## Geschichte
Ausgangspunkt der Transaktionskostentheorie ist die 1937 erschienene Arbeit The Nature of the Firm von Ronald Coase, der 1991 dafür den Alfred-Nobel-Gedächtnispreis für Wirtschaftswissenschaften erhielt. In diesem Aufsatz wirft Coase die Frage auf, warum es Unternehmen gibt, die in der bis dahin vorherrschenden Theorie der vollkommenen Märkte keinen Platz haben. Coase zog den Schluss, dass die von Adam Smith postulierte, das Marktgeschehen ordnende Unsichtbare Hand vielleicht unsichtbar sein mag, nicht jedoch kostenlos. Dabei verwendet er noch nicht den Begriff der Transaktionskosten, sondern spricht (wörtlich übersetzt) von Kosten zur Nutzung des Preismechanismus (d. h. des Marktes). Williamson verband später diese Auffassung von Coase mit dem Begriff der Transaktionskosten von Arrow (1969).
Eine weitere wichtige theoretische Arbeit wurde von Kenneth Arrow vorgelegt, der sich mit den Transaktionen und Transaktionskosten beschäftigte. Anfang der 1970er wird die Institutionenökonomik als Transaktionskosten-Ansatz interpretiert. Schließlich legte Oliver Williamson 1985 mit The Economic Institutions of Capitalism: Firms, Markets, Relational Contracting eine Abhandlung vor, die eine zusammenfassende und detaillierte Beschreibung der Transaktionskostentheorie bildete.
Der Transaktionskosten-Ansatz wurde auch auf die Politikwissenschaft angewandt, wobei die ausgetauschten Güter nicht so klar definierbar sind. Beim Austausch von Wählerstimme gegen Wahlversprechen durch Politiker entstehen etwa Transaktionskosten, wie zum Beispiel Informationskosten.

## Kritik
Positiv:
- Die Transaktionskostentheorie hilft zu erklären, warum es überhaupt Organisationen gibt, und verdeutlicht, weshalb es in manchen Situationen besser ist, bestimmte Arten von Transaktionen in bestimmten institutionellen Arrangements abzuwickeln und zu organisieren.
- Sie bietet auch eine Analyse der Organisationsformen, die zwischen Unternehmen ausgestaltet sind. In empirischen Untersuchungen haben sich die Thesen der Transaktionskostentheorie überwiegend bewährt (Shelanski/Klein 1995).

Negativ:
- Wenige Aussagen macht die Theorie über äußere relevante Einflussfaktoren, wie zum Beispiel die Machtverteilung der beiden Transaktionspartner. Ebenso stellt sie keinen Zusammenhang zwischen Transaktionen her.
- Die Beschreibung der institutionellen Arrangements stellt sich als sehr einfaches Konzept dar und kann nur wenige Alternativen voneinander abgrenzen.
- Die Opportunismusannahme ist fraglich, da Transaktionen und die Transaktionspartner in sozialen Beziehungen eingebettet sind und solche Beziehungsdimensionen in der Theorie vernachlässigt werden (Mark Granovetter).

## Fazit
Die Transaktionskostentheorie ermöglicht, zusammen mit der wissensbasierten Unternehmenssicht, die Erklärung des Zusammenwirkens von Unternehmen, Markt und Kooperationen von Unternehmen. Sie gibt Entscheidungshinweise bei der Wahl der Organisationsform und Kooperationsform von Unternehmen. Jedoch sind Transaktionskosten häufig schwer zu operationalisieren.